# Eudokia Ingerina

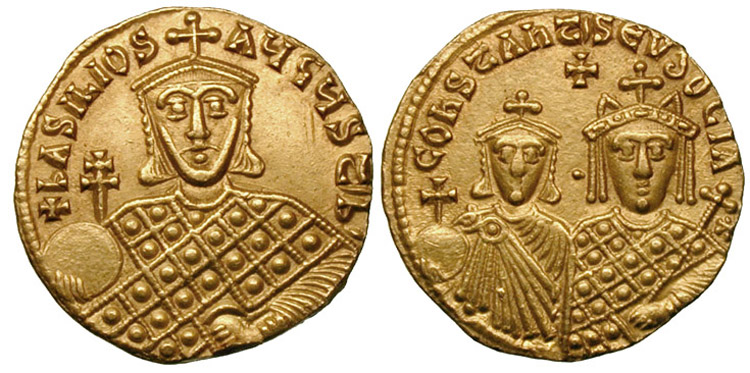
Basileios, sein Sohn Konstantin und seine zweite Frau Eudokia Ingerina

Eudokia Ingerina (mittelgriechisch Εὐδοκία Ἰγγερίνα, * um 840; † 882) war Mätresse des byzantinischen Kaisers Michael III. und später als Ehefrau von Basileios I. Kaiserin von Byzanz.

## Biographie
Eudokia war die Tochter von Ingar, einem Waräger, und seiner Frau Martinakia. Um 855 wurde die erst 15-jährige Eudokia die Mätresse des byzantinischen Kaisers Michael III. (839–867). Vergeblich versuchten seine Mutter Theodora II. und ihr Minister Theoktistos, durch eine eigens veranstaltete Brautschau für Michael III. diesen von seiner Geliebten Eudokia Ingerina abzubringen. Kaiser Michael III. heiratete zwar die von seiner Mutter ausgewählte Eudokia Dekapolitissa, vernachlässigte sie aber danach völlig und lebte weiter mit Eudokia Ingerina zusammen. Um Michaels Gunst zu erhalten, ließ sich sein Günstling Basileios (812–886) von seiner Frau scheiden und heiratete Eudokia Ingerina. Basileios ermordete – mit Zustimmung des Kaisers – im April 866 Bardas, der das Reich in Michaels Namen regierte, und erhielt einige Wochen später den Titel Caesar. Im September 867 jedoch tötete Basileios Michael und bestieg selbst den Thron.

## Nachkommen
- Leo VI. (866–912), Kaiser von Byzanz

⚭ 882 Theophano (867–897)
⚭ 897 Zoë Zautzina († 899)
⚭ 900 Eudokia Baiana († 901)
⚭ 906 Zoe Karbonopsina
- Alexander (870–913)
- Stephan (871–893)